# Boven Coppename
Boven Coppename o en español Alto Coppename es uno de los seis ressorts en los que se divide el distrito de Sipaliwini en Surinam. El ressort toma su nombre del río Coppename cuyo caudal atraviesa el ressort y los vecinos.
Limita al norte con el distrito de Coronie, al este con Boven Saramacca, al sur con Coeroeni y al occidente con Kabalebo.